# London Borough of Enfield
London Borough of Enfield är en kommun (borough) i norra London.  Bland annat ligger delområdena Edmonton, Southgate och Enfield Town i Enfield. I augusti 2011 drabbades Enfield hårt av London-kravallerna som spridit sig från Tottenham och senare spred sig till stora delar av London.
Stadsdelen har stora problem med fattigdom, arbetslöshet och ungdomsbrottslighet. 

## Distrikt
Distrikt som helt eller delvis ligger i Enfield: 
- Arnos Grove
- Botany Bay
- Brimsdown
- Bulls Cross
- Crews Hill
- Enfield Town
- Enfield Lock
- Enfield Highway
- Edmonton
- Freezywater
- Enfield Wash
- Grange Park
- Hadley Wood
- Palmers Green
- Ponders End
- Southgate
- Winchmore Hill